# Arràs (Alts Pirineus)
Arràs (en francès Arras-en-Lavedan) és un municipi francès situat al departament dels Alts Pirineus i a la regió d'Occitània.

## Demografia
| 1962                                       | 1968 | 1975 | 1982 | 1990 | 1999 | 2007 |
| ------------------------------------------ | ---- | ---- | ---- | ---- | ---- | ---- |
| 800                                        | 455  | 402  | 418  | 418  | 456  | 537  |
| Des de 1962: població sense dobles comptes |      |      |      |      |      |      |

## Administració
| Període   | Identitat        | Partit        |
| --------- | ---------------- | ------------- |
| 2001-2008 | Jean-Pierre Prat | Divers droite |
| 2008-     | Elie Pucheu      | PRG           |